# Kvarngölen (Kråksmåla socken, Småland)
Kvarngölen är en sjö i Nybro kommun i Småland och ingår i Alsteråns huvudavrinningsområde.